# José Urruzmendi
José Eusebio Urruzmendi Aycaguer (født 25. august 1944) er en uruguayansk tidligere fodboldspiller (angriber).
Urruzmendi spillede 21 kampe og scorede otte mål for det uruguayanske landshold. Han var en del af landets trup til VM 1966 i England, omend han ikke kom på banen i nogen af landets kampe i turneringen. Han var også med til at vinde guld ved de sydamerikanske mesterskaber i 1967.
På klubplan spillede Urruzmendi blandt andet for Montevideo-storklubberne Nacional og Defensor Sporting, ligesom han havde et udlandsophold i Argentina hos Independiente.